# 于琮
于 琮（う そう、生年不詳 - 881年）は、唐代の官僚・政治家。字は礼用。本貫は京兆府高陵県。

## 経歴
于敖の子として生まれた。進士に及第し、左拾遺に任じられた。大中12年（858年）、秘書省校書郎に任じられた。宣宗の娘の広徳公主を妻に迎え、銀青光禄大夫の位を加えられ、左補闕となり、駙馬都尉に任じられた。咸通年間、水部郎中から翰林学士となり、中書舎人に転じた。兵部侍郎となり、判戸部事をつとめた。咸通8年（867年）、同中書門下平章事（宰相）となった。咸通13年（872年）、韋保衡に誣告されて、検校司空・襄州刺史として出され、山南東道節度観察等使をつとめた。三度左遷されて韶州刺史となった。のちに岳州刺史に転じた。咸通15年（874年）9月、太子少傅となった。11月、検校尚書左僕射となり、襄州刺史・兼御史大夫・山南東道節度観察等使をつとめた。
広明元年12月（881年1月）、黄巣の反乱軍が長安を占領すると、僖宗は成都府に避難したが、于琮は病のため従うことができなかった。黄巣が皇帝を僭称すると、于琮を宰相として起用しようとした。于琮は病を理由に固辞し、殺害された。

## 伝記資料
- 『旧唐書』巻149 列伝第99
- 『新唐書』巻104 列伝第29